# 空间与重大灾害国际宪章
空间与重大灾害国际宪章宪章（英文：International Charter on Space and Major Disasters）是一国际合作机制，憲章的成員機構將在發生自然或技術災害時實現各自空間設施的協調及利用。其基本宗旨是加强国际间的人道主义合作，利用其成员机构提供的卫星资源，通过授权用户向受到自然或人为灾害影响的地区提供关键性信息数据，用以灾害监测与管理，参与紧急救援的组织工作或灾后重建工作。宪章是唯一有能力每周7天、每天24小时调动世界各成员机构的卫星资源并免费提供给用户的机构，并使用户从所提供的专业知识和卫星数据（或天基数据）中获益。该机制自2000年11月正式宣布投入运作以来，向遭受重大灾害的国家无偿提供及时的卫星遥感数据和信息，协助受灾国家或地区对洪灾、滑坡、泥石流、地震、森林火灾、飓风和火山喷发等灾害提供数据支持，并进行相关的监测和评估。

## 历史
在1999年7月第三次第三届外太空探险与和平使用会议（UNISPACE III ）在奥地利维也纳召开之后，欧洲空间局（ESA）及法国国家空间研究中心（CNES）率先提出空间与重大灾害国际宪章並開展計劃，2000年10月20日，該兩個組織與加拿大航天局（CSA）共同签署憲章，並在2000年11月1日起正式生效。截止2013年秋天，宪章共有15个机构。自2000年以来，宪章卫星数据已应用于近400次灾害事件；灾害事件已经达到了平均每年（2007 - 2012）40次以上。

## 宪章成员
下列空间机构是宪章目前成员，在宪章灾害启动期间，他们利用地球观测卫星为用户提供卫星数据：
1. 欧洲空间局
2. 法国国家太空研究中心
3. 加拿大航天局
4. 印度空间研究组织
5. 美国国家海洋和大气管理局
6. 阿根廷空间委员会（CONAE）
7. 日本宇宙航空研究开发机构
8. 美国地质调查局
9. 英国国家航天局（UKSA/DMCii）
10. 中国国家航天局
11. 德国航空航天中心
12. 韩国航空宇宙研究院
13. 巴西国家空间研究院（INPE）
14. 欧洲气象卫星开发应用组织（EUMETSAT）
15. 俄罗斯联邦航天局

## 运行机制
对于每个灾害类型来说，宪章会指定相应的卫星传感器，并设置好成像选项以获取最有用的数据。宪章是为用户提供快速且免费卫星数据（图像），而且还可以为用户提衍生信息产品，如危机地图和损失评估图。除了提供新近获得的数据外，宪章还为用户提供存档图像，以方便用户对比由该宪章卫星所观测到的受灾地区灾前和灾后情况，尽快的进行损失评估。这些数据还可以为用户提供一些很难进入的灾区受灾概况等重要信息，以帮助确定需要救援的区域，和已被灾害摧毁的基础设施等。宪章由授权用户负责启动，这些用户通常是国家灾害管理部门。每次宪章的启动事件，均由一位项目经理（PM）来负责协调并向用户提供信息。

## 广泛数据获取倡议
宪章成员意识到有必要在全球范围内改善宪章访问方式，因此提出了“广泛数据获取”这一倡议。这意味着，在原则上，任何一个国家灾害管理机构将能够提交宪章应急响应的请求。虽然必须遵循启动宪章的手续，但受灾国并不一定必须是宪章成员。如果想要成为宪章授权用户，用户可以进行注册登记并接受相关培训。

## 外部連結
- 宪章主页
- 宪章宣传册
- “广泛数据获取”宣传册